# Strobilanthinae
Strobilanthinae, podtribus u porodici primogovki, dio tribusa Ruellieae, potporodica Acanthoideae. Sastoji se od 2 roda sa preko 470 vrsta iz južne i jugoistočne Azije i Melanezije. Kod roda Strobilanthes postoje mnoge vrste s nesigurnim statusom i nejasnom taksonomijom.
Rodovi unutar Strobilanthinae ostali su slabo razgraničeni, a filogenetski dokazi (Moylan et al., 2004.) sugeriraju da je Strobilanthes najbolje razgraničiti tako da uključuje prethodno odvojene rodove (tj. Clarkeasia, Hemigraphis i Stenosiphonium, koji se prvenstveno razlikuju od Strobilanthes s.str. ima 4 ovula po jajniku). 

## Rodovi
1. Subtribus Strobilanthinae  T.Anderson
  1. Strobilanthes Blume (458 spp.)
  2. Hemigraphis Nees (20 spp.)